# Leptodactylus rhodonotus
Espèce
Synonymes
- Cystignathus rhodonotus Günther, 1869 "1868"
- Gnatophysa rubido Cope, 1874

Statut de conservation UICN

 LC  : Préoccupation mineure
Leptodactylus rhodonotus est une espèce d'amphibiens de la famille des Leptodactylidae.

## Répartition
Cette espèce se rencontre sur les pentes amazoniennes des Andes et à proximité en Amazonie entre 200 et 2 050 m d'altitude :
- au Pérou;
- en Bolivie.

Sa présence est incertaine en Colombie et au Brésil.

## Étymologie
Le nom spécifique rhodonotus vient du grec rhodon, rose, et de nōtos, le dos, en référence à l'aspect de cette espèce.

## Publication originale
- Günther, 1869 "1868" : First account of species of tailless batrachians added to the collection of the British Museum. Proceedings of the Zoological Society of London, vol. 1868, p. 478-490 (texte intégral).